# Iida Murto
Iida Murto, född 19 april 1998, är en finländsk volleybollspelare (högerspiker). Hon avslutade sin spelarkarriär 2023. Hon har sedan dess varit assisterande tränare för klubben hon spelade med under huvuddelen av sin karriär, Örebro Volley.
Murtos moderklubb är Kosken Kaiku, men hon debuterade redan som 15-åring med LP Viesti Salo i januari 2014. Hon vann finländska cupen med dem 2014 och 2015 och finländsk mästerskapet 2015. Hon var säsongen 2016-17 utlånad till Örebro Volley där hon därefter blev kvar förutom under säsongen 2017-2018 då hon var tillbaka i Salo för att avsluta sina gymnasiestudier. Hon var ordinarie i Finlands damlandslag.
Hon var borta en stor del av säsongen 2021-2022 p.g.a. en skadad axel. Leah Clayton ersatte då henne i Örebro.